# João de Sousa Carvalho
João de Sousa Carvalho (Estremoz, 22 febbraio 1745 – Alentejo, 1799 o 1800) è stato un compositore e insegnante portoghese.

## Biografia
Iniziò a studiare musica il 28 ottobre 1753, quando entrò nel Colégio dos Santos Reis di Vila Viçosa. Una concessione reale gli permise di recarsi in Italia assieme al compositore connazionale Jerónimo Francisco de Lima e iscriversi il 15 gennaio 1761 al Conservatorio di Sant'Onofrio a Porta Capuana di Napoli, dove studiò sotto la guida di Carlo Cotumacci. Nel 1766 debuttò come operista a Roma con La Nitteti di Pietro Metastasio. Tornato in Portogallo, il 22 novembre 1767 entrò nell'Irmandade de Santa Cecilia (un'associazione di musicisti) di Lisbona e nello stesso anno fu nominato professore di contrappunto al Seminário da Patriarcal, dove fu attivo dal 1769 al 1773 come maestro e, successivamente, dal 1773 al 1798 come mestre de capela (maestro di cappella): tra i suoi allievi si ricordano António Leal Moreira, João José Baldi e il celebre compositore d'opere Marcos António Portugal. Nel 1778 succedette a Davide Perez nella posizione di insegnante di musica della famiglia reale portoghese. Terminato il suo servizio presso il Seminário da Patriarcal, si ritirò nelle sue proprietà che possedeva nell'Alentejo (oltre che nell'Algarve).
Carvalho fu il più importante compositore portoghese della sua generazione e uno dei migliori nella storia del suo paese. Nei suoi numerosi lavori sacri, basandosi sulle stile di Niccolò Jommelli, egli fa un accurato uso del contrappunto e struttura la scrittura melodica nei movimenti veloci. Carvalho compose inoltre sia opere serie che opere comiche, nonché serenate.

## Composizioni

### Opere
- La Nitteti (dramma per musica, libretto di Pietro Metastasio, 1766, Roma)
- L'amore industrioso (dramma giocoso, libretto di F. Casorri, 1769, Lisbona)
- Eumene (dramma serio per musica, libretto di Apostolo Zeno, 1773, Lisbona)
- O monumento imortal (dramma, 1775, Lisbona)
- L'angelica (serenata, libretto di Pietro Metastasio, basato sull'Orlando furioso di Ludovico Ariosto, 1778, Lisbona)
- Perseo (serenata, libretto di Gaetano Martinelli, 1779, Lisbona)
- Testoride argonauta (dramma, libretto di Gaetano Martinelli, 1780, Lisbona)
- Seleuco, re di Siria (dramma, libretto di Gaetano Martinelli, 1781, Lisbona)
- Everando II, re di Lituania (dramma, libretto di Gaetano Martinelli, 1782, Lisbona)
- L'Endimione (dramma per musica, libretto di Pietro Metastasio, 1783, Lisbona)
- Tomiri (dramma per musica, libretto di Gaetano Martinelli, 1783, Lisbona)
- Adrasto, re degli Argivi (dramma per musica, libretto di Gaetano Martinelli, 1784, Lisbona)
- Nettuno ed Egle (favola pastorale, 1785, Lisbona)
- Alcione (dramma per musica, libretto di Gaetano Martinelli, 1787, Lisbona)
- Numa Pompilio II, re dei romani (serenata, libretto di Gaetano Martinelli, 1789, Lisbona)

### Altri lavori
- 6 Messe
- 3 Te Deum
- Se a fé jurada per 2 voci e tastiera
- Sonata in re magg.
- Sonate portoghesi